# Ессувер
Ессувер (фр. Essouvert) — муніципалітет у Франції, у регіоні Нова Аквітанія, департамент Приморська Шаранта. Ессувер утворено 1 січня 2016 року шляхом злиття муніципалітетів Ла-Бенат i Сен-Дені-дю-Пен. Адміністративним центром муніципалітету є Сен-Дені-дю-Пен. Населення — 1045 осіб (01.01.2021).